# 17962 Ендрюгеррон
17962 Ендрюгеррон (17962 Andrewherron) — астероїд головного поясу, відкритий 10 травня 1999 року.
Тіссеранів параметр щодо Юпітера — 3,605.